# Las Brisas, Baja California
Las Brisas är en ort i Mexiko.   Den ligger i kommunen Ensenada och delstaten Baja California, i den nordvästra delen av landet, 2 100 km nordväst om huvudstaden Mexico City. Las Brisas ligger 36 meter över havet och antalet invånare är 1 078.
Terrängen runt Las Brisas är platt åt sydväst, men åt nordost är den kuperad. Runt Las Brisas är det glesbefolkat, med 8 invånare per kvadratkilometer. Närmaste större samhälle är Punta Colonet, 12,7 km norr om Las Brisas. Trakten runt Las Brisas består till största delen av jordbruksmark.